# Закшевек (Семполенський повіт)
Закшевек (пол. Zakrzewek) — село в Польщі, у гміні Венцборк Семполенського повіту Куявсько-Поморського воєводства.
Населення — 248 осіб (2011).
У 1975-1998 роках село належало до Бидгощського воєводства.

## Демографія
Демографічна структура станом на 31 березня 2011 року:
|          | Загалом | Допрацездатний вік | Працездатний вік | Постпрацездатний вік |
| -------- | ------- | ------------------ | ---------------- | -------------------- |
| Чоловіки | 134     | 35                 | 87               | 12                   |
| Жінки    | 114     | 22                 | 71               | 21                   |
| Разом    | 248     | 57                 | 158              | 33                   |